# Вальтер Гендорф
Вальтер Гендорф (нім. Walter Höhndorf; 10 листопада 1892, Клостер-Ленін, Німецька імперія — 5 вересня 1917, Іре-ле-Сек, Франція) — німецький льотчик-ас, випробувач і авіаконструктор, лейтенант резерву Прусської армії (15 березня 1915). Кавалер ордена Pour le Mérite.

## Біографія
До Першої світової війни Гендорф старанно вивчав двигуни та інженерну механіку, а у вересні 1913 року розпочав льотне навчання в Парижі, після завершення якого отримав 3 листопада сертифікат пілота № 572. Записався у військову авіацію з перших днів війни. Гендорф став шеф-пілотом фірми «Сіменс-Шуккерт», випробовуючи протягом року важкі літаки, але наприкінці 1915 року перейшов на одномісні винищувачі у 1-му та 67-му льотних дивізіонах. В 1916 році літав у різних авіачастинах на монопланах Fokker, зокрема й у 23-му льотному дивізіоні. 23 серпня 1916 року був направлений в 1-шу, а потім переведений в 4-ту винищувальну ескадрилью. Потім Гендорф повернувся до обов'язків льотчика-випробувача, а також був інструктором у Валансьєнні, поки 15 серпня 1917 року знову не був відправлений на фронт командувати 14-ю винищувальною ескадрильєю. Загинув в авіакатастрофі під час випробувань винищувача AEG D.I (4400/17), який він допомагав розробляти.
Всього за час бойових дій здобув 12 перемог.

## Нагороди
- Нагрудний знак військового пілота (Пруссія)
- Залізний хрест 2-го і 1-го класу
- Королівський орден дому Гогенцоллернів, лицарський хрест з мечами
- Pour le Mérite (20 липня 1916) — за 9 перемог.